# Das Lied von der Erde
Das Lied von der Erde (Pesem o Zemlji) je vokalno-simfonično delo avstrijskega skladatelja Gustava Mahlerja. Skladba je sestavljena iz šestih stavkov, vsak posamezen stavek pa predstavlja samostojno pesem. Skladatelj je delo na platnici partiture opisal kot »Eine Symphonie für eine Tenor- und eine Alt- (oder Bariton-) Stimme und Orchester (nach Hans Bethges »Die chinesische Flöte«)« ('Simfonija za en tenor in en alt (ali bariton) glas in orkester (po »Kitajski flavti« Hansa Bethgeja)'); delo je bilo izdano jeseni leta 1907.
Okviren čas trajanja: 64 minut.

## Okoliščine nastanka
Mahler je v letu 1907 doživljal težke udarce usode. Za davico mu je umrla štiriletna hči Marija, izkazalo se je, da trpi za angino pectoris, zaradi katere je štiri leta kasneje umrl, po vrsti intrig pa je moral zapustiti mesto intendanta dunajske opere. Prijatelju dirigentu Brunu Walterju je pisal: »Naenkrat sem izgubil vse, kar sem mislil, da sem dosegel, in ponovno sem moral shoditi kot novorojenček«. V tem duševnem stanju je Mahlerjevo pozornost pritegnila knjiga klasične kitajske poezije z naslovom Die Chinesische Flöte, (Kitajska flavta), ki jo je po francoski izdaji prevedel Hans Bethge. Podobe zemeljske lepote in minljivosti, ki so jih v davnih stoletjih ujeli v verze veliki kitajski pesniki, so Mahlerja očarale. Izbral je sedem pesmi (dve je uporabil v zadnjem stavku), in leta 1908 napisal zadnjo med svojimi »pesemskimi simfonijami«, Pesem o zemlji za alt in tenor. V strahu pred »prekletstvom devete - bal se je, da bi bila deveta simfonija njegova zadnja, kot se je to zgodilo Beethovnu, Schubertu, Brucknerju in Dvořáku – Mahler skladbe ni hotel imenovati simfonija. (»Prekletstvo devete« ga je kljub vsemu zadelo, saj je utegnil dokončati le prvi stavek svoje Desete simfonije.) Pesem o zemlji je prva dosledna združitev simfonične oblike in pesemskega cikla v glasbeni literaturi. Delo je 20. novembra 1911, že po Mahlerjevi smrti, v Münchnu prvič izvedel Bruno Walter.

## Zgradba
1. Das Trinklied vom Jammer der Erde (Li-Tai-Po, Zdravica o tugi)
2. Der Einsame im Herbst (Čang-Tsi, Osamljena v jeseni)
3. Von der Jugend (Li-Tai Po, Paviljon iz porcelana)
4. Von der Schönheit (Li-Tai-Po, Ob bregu)
5. Der Trunkene im Frühling (Li-Tai-Po, Pivec v pomladi)
6. Der Abschied (Mong-Kao-Jen, V pričakovanju prijatelja; in Vang-Vei, Slovo prijateljevo)

### 1. stavek
Prvi stavek je napitnica zemeljski bedi po znameniti pesmi največjega kitajskega pesnika Li Tai Po-ja (pesnik je ljubil vino in je storil poetično, mokro smrt: v mesečini se je pijan vozil s čolnom po ribniku na vrtu cesarske palače in utonil, ko je hotel zgrabiti odsev meseca na vodni gladini). V pesmi se prepletata globoka žalost in pijanska vznesenost. Refren Dunkel ist das Leben, ist der Tod (mračno je življenje in mračna smrt) se ponovi vsakokrat pol tona više in glas dobi ostro, nenaravno falzetno barvo, ki se morda zgleduje po zvoku pekinške opere.

### 2. stavek
Drugi stavek je spevnejši in komorno ubran, pesem samotnega v jeseni spremljajo rahli tremoli v godalih in pridušena pihala.

### 3. stavek
Tretji stavek v pesemski obliki a-b-a s skrajšano reprizo se v svoji pentatoniki še najbolj od vseh spogleduje s tradicionalnim kitajskim melosom. 

### 4. stavek
Četrti stavek je hvalnica lepoti: na bregu reke dekleta nabirajo cvetje, mimo pa jezdijo fantje. Stavek se konča z daljšim orkestrskim vložkom. 

### 5. stavek
Scherzo tega simfoničnega dela je peti stavek, spremljava k pesmi Pivec v pomladi, ki s svojim spremenljivim ritmom upodablja negotovost opitega – pa tudi spremenljivost in ironijo življenja. 

### 6. stavek
Zadnji stavek je skoraj tako dolg kot prvih pet skupaj. Napisan je popolnoma svobodno, kot kadenca za glas in orkester – Mahlerjevo navodilo v partituri se glasi: Ohne Rücksicht auf das Tempo, »ne da bi se ozirali na tempo«. Bruno Walter se je spominjal, da mu je Mahler rekel: »Ali vi veste, kako je treba to dirigirati? Jaz ne vem.« Glasba tega stavka izraža celo za Mahlerja nenavadno žalost, hrepenenje in obup, tako da je okleval, ali bi delo sploh predstavil poslušalcem. »Ali ljudje po tem ne bodo delali samomorov?«, se je spraševal. Stavek se konča z verzi, ki jih je Mahler sam dodal in jih pevec ponavlja kot budistično mantro, dokler ne izzvenijo:
»zemlja v pomladi spet zeleni
povsod, za vedno, za vedno,
daljava v modrem soju žari
za vedno za vedno«.
Besedila v slovenščini je moč najti v prevodu Alojza Gradnika (Kitajska lirika, Ljubljana : Državna založba Slovenije, 1958).